# The Rounder Girls
The Rounder Girls fue un conjunto musical austriaco compuesto por Tini Kainrath, Kim Cooper y Lynne Kieran, hasta el inesperado fallecimiento de esta última en 2013.
The Rounders Girls se formaron en 1993 con Tini Kainrath (Viena), Kim Cooper (Nueva York y Lynne Kieran (Londres). Tina es además productora y ha trabajado en programas de televisión, películas y realizado diversos anuncios turísticos Austria.
Representaron a Austria en el Festival de la Canción de Eurovisión 2000 con la canción "All to you" ("Todo para ti") en Estocolmo, finalizando en el puesto 14º. En 2009, anunciaron gira con el también eurovisivo grupo Global Kryner.